# پته (شرکت فیلم‌سازی)
پته (فرانسوی: Pathé‎) یک شرکت فیلم‌سازی و توزیع فیلم در کشور فرانسه است. این شرکت که در سال ۱۸۹۶ تأسیس شده از پیشگامان سینما در جهان محسوب می‌شود، شرکت پته همچنین از بزرگ‌ترین تولیدکنندگان صفحه گرامافون در فرانسه و جهان بوده است.

## فیلم‌های توزیع کرده
- ۱۲۷ ساعت (بریتانیا و France distribution, co-production به‌همراه فاکس سرچلایت پیکچرز، رت‌پک انترتینمنت، برادران وارنر، Everest Entertainment, Film4 Productions, Darlow Smithson Productions, و Cloud 8 Films)
- بزرگسالی (فقط توزیع در بریتانیا، co-production به‌همراه the UK Film Council)
- The Air I Breathe (فقط توزیع در بریتانیا، co-production به‌همراه ThinkFilm)
- اسکندر (فقط توزیع در فرانسه، co-production به‌همراه Constantin Film, استودیوهای فیلم‌سازی پاین‌وود، Intermedia, France 3 Cinema و برادران وارنر)
- از غبار بپرس (فقط توزیع در بریتانیا، co-production به‌همراه Paramount Vantage)
- آستریکس و اوبلیکس گرفتن سزار (UK و فقط توزیع در فرانسه، co-production به‌همراه کانال + و تی‌اف۱)
- آستریکس و اوبلیکس: مأموریت کلئوپاترا (UK و فقط توزیع در فرانسه، co-production به‌همراه کانال + و تی‌اف۱)
- آستریکس در بازی‌های المپیک (UK و فقط توزیع در فرانسه، co-production به‌همراه تی‌اف۱ و کانال +)
- آستین پاورز: مرد بین‌المللی رمز و راز (فقط توزیع در بریتانیا، produced by نیو لاین سینما)
- دیو و دلبر (فقط توزیع در فرانسه، co-production به‌همراه تی‌اف۱, کانال +, Ciné+ و استودیو بابلسبرگ)
- مهربان باش، بپیچان (فقط توزیع در بریتانیا، co-production به‌همراه فوکوس فیچرز و نیو لاین سینما)
- کتاب سیاه (فقط توزیع در فرانسه، co-production به‌همراه Clockwork Pictures و استودیو بابلسبرگ)
- کریسمس سیاه (فقط توزیع در بریتانیا، co-production به‌همراه مترو گلدوین مایر و واینستین کمپانی)
- عروس و تعصب (فقط توزیع در بریتانیا، co-production به‌همراه میرامکس)
- آغوش‌های گسسته (فقط توزیع در بریتانیا، co-production به‌همراه سونی پیکچرز کلاسیکس و یونیورسال استودیوز)
- سنچوریون (بریتانیا و فقط توزیع در فرانسه، co-production به‌همراه Celador Films)
- فرار مرغی (بریتانیا و فقط توزیع در فرانسه، co-production به‌همراه دریم‌ورکس، استودیوکانال و آردمن انیمیشن)
- The Cottage (co-production به‌همراه the UK Film Council)
- تصادف (فقط توزیع در بریتانیا، co-production به‌همراه لاینزگیت)
- نزول (بریتانیا و فقط توزیع در فرانسه، co-production به‌همراه Celador Films)
- نزول قسمت ۲ (بریتانیا و فقط توزیع در فرانسه، co-production به‌همراه Celador Films)
- لباس غواصی و پروانه (فقط توزیع در فرانسه، co-production به‌همراه France 3 Cinema)
- دریاچه بهشت (co-production به‌همراه واینستین کمپانی)
- دشمن (studio credit only, co-production به‌همراه اینترتینمنت وان، Corus Entertainment, Telefilm Canada و Roxbury Pictures)
- دشمن پشت دروازه‌ها (co-production به‌همراه Mوalay Pictures و پارامونت پیکچرز)
- Florence Foster Jenkins (UK و French distribution only, co-production)
- کودک و روباه (فقط توزیع در بریتانیا، تهیه توسط کانال + و France 3 Cinema)
- فردی مرده است: آخرین کابوس (فقط توزیع در بریتانیا، co-production به‌همراه نیو لاین سینما)
- The Goods: Live Hard, Sell Hard (co-production به‌همراه Paramount Vantage)
- Honest (فقط توزیع در بریتانیا)
- Hottie و the Nottie (co-production به‌همراه سامیت انترتینمنت)
- تردستی (بریتانیا و فقط توزیع در فرانسه، co-production به‌همراه کانال +, France 3 Cinema, Django Films, برادران وارنر و سونی پیکچرز کلاسیکس)
- Jacky in Women's Kingdom (co-production به‌همراه فرانسه ۲, France Télévisions, کانال +, Ciné+ و Orange Studio)
- جین ایر (فقط توزیع در بریتانیا، co-production به‌همراه میرامکس)
- جیمز و هلوی غول‌پیکر (فقط توزیع در بریتانیا، co-production به‌همراه Allied Filmmakers و والت دیزنی پیکچرز)
- Jappeloup (co-production به‌همراه کانال +, Ciné+, Orange Studio و تی‌اف۱)
- Jason Goes to Hell: The Final Friday (فقط توزیع در بریتانیا، co-production به‌همراه نیو لاین سینما)
- گمشده در ترجمه (فقط توزیع در فرانسه، co-production به‌همراه فوکوس فیچرز)
- درد بیهوده عشق (بریتانیا و فقط توزیع در فرانسه، co-production به‌همراه میرامکس، Shepperton Studios و Intermedia)
- The Magic Roundabout (بریتانیا و فقط توزیع در فرانسه، co-production به‌همراه France 3 Cinema, و UK Film Council)
- ماندلا: راه طولانی به آزادی (بریتانیا و فقط توزیع در فرانسه، co-production به‌همراه واینستین کمپانی و Origin Pictures)
- ماری آنتوانت (فقط توزیع در فرانسه، co-production به‌همراه American Zoetrope و کلمبیا پیکچرز)
- ممنتو (فقط توزیع در بریتانیا، co-production به‌همراه سامیت انترتینمنت و Newmarket Films)
- آقای نوبادی (فقط توزیع در فرانسه، co-production به‌همراه Wild Bunch Productions و کانال +)
- No One Lives (co-production به‌همراه WWE Studios و Anchor Bay Films)
- اقیانوس (فقط توزیع در فرانسه، co-production به‌همراه کانال +, فرانسه ۲, France 3 Cinema و Participant Media, آمریکا و Canadian distribution is Disneynature)
- فیلومنا (بریتانیا و فقط توزیع در فرانسه، co-production به‌همراه بی‌بی‌سی فیلمز، کانال +, و Ciné+)
- بازیگر (فقط توزیع در بریتانیا، co-production به‌همراه نیو لاین سینما)
- غرور (بریتانیا و فقط توزیع در فرانسه، co-production به‌همراه سی‌بی‌اس فیلمز، بی‌بی‌سی فیلمز، بنیاد فیلم بریتانیا، کانال + و Ciné+)
- سپیده‌دم رهایی (فقط توزیع در بریتانیا، co-production به‌همراه مترو گلدوین مایر)
- شتاب (فقط توزیع در فرانسه، produced by Imagine Entertainment, Revolution Media, Working Title Films, استودیوکانال، Exclusive Media , Cross Creek Pictures و یونیورسال استودیوز)
- The Scouting Book for Boys (co-production به‌همراه Film4 Productions و Celador Films)
- وحشی‌ها (فقط توزیع در فرانسه، co-production به‌همراه Relativity Media و یونیورسال استودیوز)
- سلما (co-production به‌همراه Harpo Films, پارامونت پیکچرز و Celador Films)
- میلیونر زاغه‌نشین (بریتانیا و فقط توزیع در فرانسه، co-production به‌همراه Celador Films, Film4 Productions, برادران وارنر و فاکس سرچلایت پیکچرز)
- Son of the Mask (فقط توزیع در فرانسه، co-production به‌همراه نیو لاین سینما)
- حق رای (بریتانیا و فقط توزیع در فرانسه، co-production به‌همراه Film4 Productions, کانال + و Ciné+)
- Thunderpants (فقط توزیع در بریتانیا، co-production به‌همراه CP Medien AG و Mission Pictures)
- Titeuf (فقط توزیع در فرانسه، co-production به‌همراه MoonScoop Group)
- وارونه (فقط توزیع در بریتانیا، co-production به‌همراه Thin Man Films
- لمس کردن خلأ (فقط توزیع در بریتانیا، co-production به‌همراه آی‌اف‌سی فیلمز، Film4 Productions و the UK Film Council)
- خلسه (International sales only, co-production به‌همراه فاکس سرچلایت پیکچرز، Film4 Productions و استیون ام. رالس)
- Twixt (co-production به‌همراه American Zoetrope)
- Two Brothers (بریتانیا و فقط توزیع در فرانسه، co-production به‌همراه یونیورسال استودیوز و France 3 Cinema
- خودکشی باکره‌ها (UK و فقط توزیع در فرانسه)
- Viceroy's House (UK و فقط توزیع در فرانسه)
- چه اتفاقی افتاده؟ (فقط توزیع در بریتانیا، produced by Magnolia Pictures)
- Why I Did (Not) Eat My Father (France distribution)
- Youth Without Youth (فقط توزیع در بریتانیا، co-production به‌همراه American Zoetrope و سونی پیکچرز کلاسیکس)
- Zarafa (فقط توزیع در فرانسه، co-production به‌همراه France 3 Cinema)